# Myiopharus yahuarmayensis
Myiopharus yahuarmayensis là một loài ruồi trong họ Tachinidae.